# Larraintzar
Larraintzar en basque ou Larrainzar en espagnol est une commune et depuis 1996 la capitale de dans la municipalité de Ultzama de la communauté forale de Navarre, dans le Nord de l'Espagne.

## Géographie
À l'est du village coule Arkil ugaldea (la rivière Arkil).

## Langues
Cette commune se situe dans la zone bascophone de la Navarre dont la population totale en 2018, comprenant 64 municipalités dont Ultzama, était bilingue à 60.8%, à cela s'ajoute 10.7% de bilingues réceptifs. En 2011, 47.6% de la population d'Ultzama ayant 16 ans et plus avait le basque comme langue maternelle.

## Patrimoine

### Patrimoine religieux
- L'église de San Pedro (Église de Saint Pierre)[4].

### Patrimoine civil
- À l'est du village se situe dans une forêt l'hôtel Basoa Suites dont la particularité est d'avoir de grandes chambres individuelles dans de gros chênes centenaires.